# اندی فیشر (بازیکن فوتبال)
اندی فیشر (انگلیسی: Andy Fisher؛ زادهٔ ۱۲ فوریهٔ ۱۹۹۸) بازیکن فوتبال است.
از باشگاه‌هایی که در آن بازی کرده‌است می‌توان به باشگاه فوتبال بلکبرن روورز اشاره کرد.